# Кристофър Касиди
Кристофър Джон „Крис“ Касиди (на английски: Christopher John "Chris" Cassidy) e американски офицер и астронавт на НАСА, участник в два космически полета и дълговременен престой в космоса по време на Експедиция 35 на МКС.

## Образование
Кристофър Джон Касиди завършва колежа York High School, Мейн през 1985 г. През 1993 г. завършва Военноморската академия на САЩ в Анаполис, Мериленд с бакалавърска степен по математика. През 2000 г. става магистър по морско инженерство в Масачузетски технологичен институт, Кеймбридж, Масачузетс.

## Военна кариера
Кристофър Касиди постъпва на активна военна служба в USN през 1993 г. След завършен специален тренировъчен курс е зачислен в специалните сили SEALs, като командир на взвод. Взема участие в различни операции на американските специални части, включително 200 часа подводни действия.

## Служба в НАСА
Кристофър Касиди e избран за астронавт от НАСА на 6 май 2004 г., Астронавтска група №19. През февруари 2006 г. завършва общия курс на подготовка. Взема участие в два космически полета. През 2012 г. е включен в дублиращия екипаж на космическия кораб Союз ТМА-06М. Има в актива си пет космически разходки с обща продължителност 29 часа и 42 минути.

## Полет
Кристофър Касиди лети в космоса като член на екипажа на две мисии:
| Космически полет на Кристофър Джон „Крис“ Касиди                  | Космически полет на Кристофър Джон „Крис“ Касиди | Космически полет на Кристофър Джон „Крис“ Касиди | Космически полет на Кристофър Джон „Крис“ Касиди | Космически полет на Кристофър Джон „Крис“ Касиди | Космически полет на Кристофър Джон „Крис“ Касиди | Космически полет на Кристофър Джон „Крис“ Касиди |
| №                                                                 | Дата                                             | КК                                               | Емблема на мисията                               | Функции                                          | Продължителност                                  |                                                  |
| ----------------------------------------------------------------- | ------------------------------------------------ | ------------------------------------------------ | ------------------------------------------------ | ------------------------------------------------ | ------------------------------------------------ | ------------------------------------------------ |
| 1                                                                 | 15 юли 2009                                      | „Индевър“, мисия STS-127                         |                                                  | Специалист на мисията                            | 15 денонощия 16 часа 44 минути 58 сек.           |                                                  |
| 2                                                                 | 28 март 2013                                     | „Союз ТМА-08М“, Експедиция 35 на МКС             |                                                  | Бордови инженер                                  | 166 денонощия 06 часа 15 минути                  |                                                  |
| Сумарно време в космоса – 181 денонощия 22 часа 59 минути 58 сек. |                                                  |                                                  |                                                  |                                                  |                                                  |                                                  |

## Награди
- Бронзова звезда;
- Медал за участие в бойни действия;
- Почетен знак на Президента на САЩ;
- Медал за участие в националната отбрана;
- Медал на експедиционните сили;
- Медал за участие в Афганистанската кампания;
- Медал за участие във войната с тероризма;
- Медал за задгранична военна служба;
- Медал на НАСА за изключителни постижения;
- Медал на НАСА за участие в космически полет.

## Личен живот
Кристофър Касиди е женен и има три деца.